# Осиновка (приток Кети)
Осиновка — река в Пировском районе Красноярского края России. Устье реки находится в 1453 км по правому берегу реки Большая Кеть. Длина реки составляет 10 км.

## Данные водного реестра
По данным государственного водного реестра России относится к Верхнеобскому бассейновому округу, водохозяйственный участок реки — Кеть, речной подбассейн реки — бассейн притоков (Верхней) Оби от Чулыма до Кети. Речной бассейн реки — (Верхняя) Обь до впадения Иртыша.